# Хорн, Ширли
Ширли Хорн (англ. Shirley Horn; 1 мая 1934, Вашингтон — 20 октября 2005, Вашингтон или Шеверли, Мэриленд) — американская джазовая вокалистка и пианистка. Аранжировщик Джонни Мэндел описал её как женщину «имеющую две головы» за её умение мастерски одновременно играть на рояле и петь, а продюсер и аранжировщик Куинси Джонс отметил богатый и сочный голос Хорн, её волнующее и соблазняющее контральто. И хотя певица продвинулась далеко в карьере благодаря мощному свингу, прежде всего она известна по своим изысканным балладам.

## Биография
Начала учиться играть на фортепиано в возрасте четырёх лет. По её словам, к Эрролу Гарнеру и Оскару Питерсону она пришла через Дебюсси и Рахманинова. В двадцать лет, окончив музыкальную школу при университете Howard, она организовала своё первое трио. Её дебютный альбом «Embers And Ashes» появился в 1960 году, и она тут же попала в поле зрения Майлса Дэвиса и Куинси Джонса, которые заманили её в кипящий от актуального джаза Нью-Йорк.
Первые три альбома Хорн принесли ей серьёзный успех, и при этом ей удалось не поддаться на уговоры продюсеров, желавших видеть её более выигрышной с точки зрения шоу «певицей у микрофона». Вокалистка видела себя только за клавишами. Другим важным решением Хорн была остановка музыкальной карьеры во имя воспитания дочери. До самых 1980-х годов она оставалась в тени, а затем совершила очередной стремительный прорыв, записав несколько альбомов для лейбла «Verve».
Признание пришло к Хорн уже на шестом десятке. Среди самых ярких её работ альбом You Won`t Forget Me (1990), записанный при участии Майлса Дэвиса и братьев Уинтона и Брэнфорда Марсалисов. Майлc Дэвис тогда впервые за сорок лет согласился записаться с вокалистом.
Наиболее успешным в коммерческом отношении Хорн принято считать диск Here’s To Life (1991), аранжировщиком для которого выступилДжонни Мэндел. В 1998 году Ширли Хорн получила «Грэмми» как лучшая джазовая вокалистка за альбом памяти Майлса Дэвиса I Remember Miles. В альбоме 2001 года You’re My Thrill появилась подборка старых и новых песен, записанных в варианте трио, так, как она привыкла работать в последние четыре десятилетия. Все критики в один голос отметили её феноменальную способность открывать новые грани даже в старых стандартах.
А последний подарок судьба преподнесла Ширли Хорн двумя годами позже. В альбоме May The Music Never End с ней записался Ахмад Джамал — пианист, служивший для неё источником вдохновения ещё в 1950-е годы. До работы с Ширли Хорн он никогда не записывался с вокалистами. В эту пору страдавшая диабетом исполнительница уже не могла аккомпанировать себе сама: из-за осложнений ей ампутировали правую ступню. Наряду с физическими недугами Хорн тяжело переживала снижение интереса к её персоне. Она получала ангажемент на одно-два выступления в месяц, а востребованные молодые поющие пианистки Нора Джонс и Дайана Кролл даже не упоминали её в числе тех, кто оказал на них влияние, и это очень обижало Хорн. Впоследствии к её болезням добавились усилившийся артрит и рак груди. Умерла 20 октября 2005 года.

## Награды и признание
Хорн номинировалась на «Грэмми» в общей сложности девять раз и неоднократно взлетала на вершины джазовых чартов, награждалась как за заслуги в музыке, так и за вклад в культуру в целом.
В 2002 году была удостоена звания доктора музыки в музыкальном колледже Беркли.

## Дискография
- 1960: Embers and Ashes
- 1963: Loads of Love
- 1963: Shirley Horn with Horns
- 1965: Travelin’ Light
- 1972: Where Are You Going
- 1978: A Lazy Afternoon
- 1987: All of Me
- 1988: Softly
- 1989: Close Enough for Love
- 1991: You Won’t Forget Me
- 1992: Here’s to Life
- 1993: Light Out of Darkness (A Tribute to Ray Charles)
- 1996: The Main Ingredient
- 1997: Loving You
- 1998: I Remember Miles
- 2001: You’re My Thrill
- 2003: May the Music Never End